# Ganymedebdella cratere
Ganymedebdella cratere är en ringmaskart som beskrevs av Leigh-Sharpe 1915. Ganymedebdella cratere ingår i släktet Ganymedebdella, och familjen fiskiglar. Arten har ej påträffats i Sverige.